# Selección de fútbol de la Ciudad del Vaticano
La selección de fútbol de la Ciudad del Vaticano es el representativo nacional de dicho país en este deporte y está compuesta por voluntarios de la Guardia Suiza, miembros del Consejo Papal y por guardias de los museos (ciudadanos italianos).
Sin embargo, debido a que la mayoría del tiempo están ejerciendo sus respectivas profesiones en la Santa Sede, el equipo nacional solamente disputa algunos encuentros internacionales cada cierto tiempo (generalmente amistosos no oficiales o por alguna causa benéfica), captando la atención de una cantidad importante de prensa interesada.

## Torneos internos
La Ciudad del Vaticano tiene algunos torneos internos donde se enfrentan los diferentes órganos de administración del país:

### Campeonato de Liga[3]
| Equipos                           | Títulos    |
| --------------------------------- | ---------- |
| Teleposte                         | 1985, 1985 |
| Dirseco                           | 1991, 1994 |
| Malepeggio Edilizia               | 1981       |
| Hercules Biblioteca               | 1982       |
| Hermes Musei Vaticani             | 1983       |
| Virtus Vigilanza                  | 1984       |
| Tipografia Osservatore Romano     | 1987       |
| Servici Tecnici                   | 1988       |
| Associazione Santi Pietro e Paolo | 1989       |
| Servizi Economici                 | 1990       |

### Campeonato de Copa
| Equipos                          | Títulos          |
| -------------------------------- | ---------------- |
| Teleposte                        | 1985, 1989, 1990 |
| Servizi Economici                | 1988, 1991       |
| Hermes Musei Vaticani            | 1986             |
| Autoparco Ass. SS Pietro e Paolo | 1987             |
| Dirseco                          | 1994             |
| Guardia Di Finanza               | 2012             |

## Estadios
- Estadio Pío XII: Es el primero de los 2 recintos deportivos donde la Selección de la Ciudad del Vaticano juega su partidos como local. Ubicado en el municipio de Albano Laziale, Italia, tiene una capacidad de entre 1500 y 2000 personas, y es usado generalmente para la practica del fútbol.
- Campo Pío XI: Se encuentra en la ciudad de Roma, Italia, y se le conoce también como Campo Cardinale Francis Joseph Spellman. En el se disputan encuentros no solo de la selección vaticana, sino también de la Clericus Cup[4] y la Liga de Fútbol del Vaticano.

## Escudos

El escudo de la Federación Vaticana de fútbol.

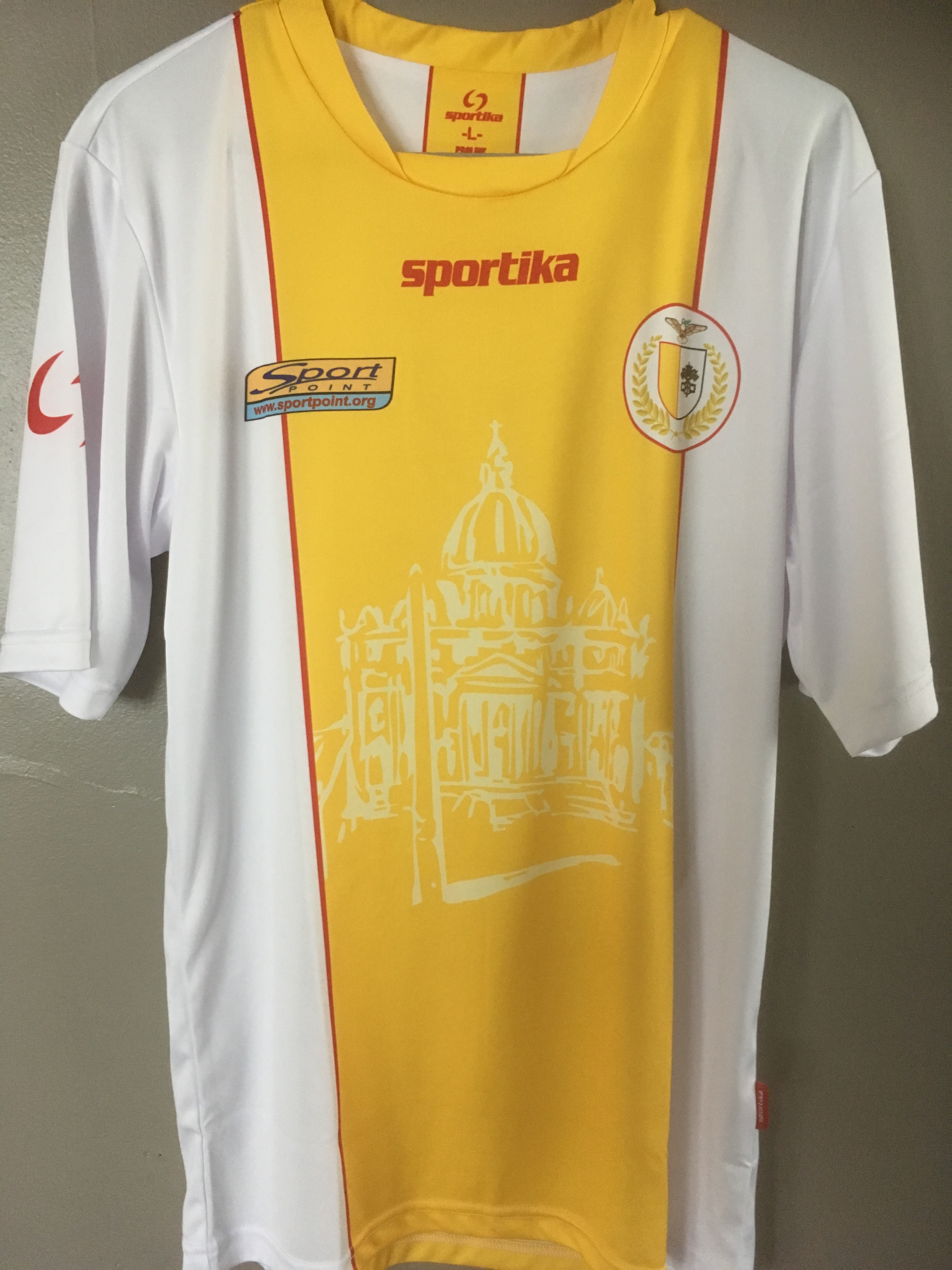
Camiseta del año 2017 con el escudo oficial.

El escudo de la Federación Vaticana de fútbol tiene los colores de la bandera pontificia, el escudo de armas en el centro rodeado por laureles amarillos y una paloma de la paz en la parte superior. Sin embargo, en ocasiones también ha sido utilizado un escudo alternativo por parte de la selección nacional, el cual tiene las mismas características que el primero, con la diferencia de que la paloma es sustituida por los 5 anillos olímpicos.

## Futbolistas

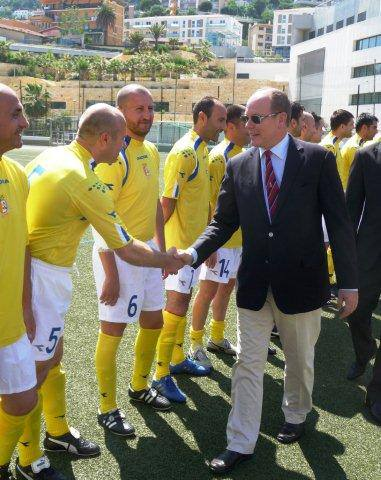
Príncipe Alberto II de Mónaco saludando a los jugadores vaticanos.

| Pos.          | Nombre                  |
| ------------- | ----------------------- |
| Portero       | Simone Pegoraro         |
| Defensa       | Diego Lofino            |
| Defensa       | Francesco Bovi          |
| Mediocampista | Marcello Rosati         |
| Mediocampista | Carlo Zornada           |
| Mediocampista | Francesco Voltaggio     |
| Mediocampista | Paolo Varamo            |
| Mediocampista | Michele Valente         |
| Mediocampista | Stefano Parasimo        |
| Mediocampista | Alessio Palladino       |
| Delantero     | Giacomo Piermarini      |
| Delantero     | Daniele di Giandomenico |
| Delantero     | Antonino Gart           |
| Delantero     | Agustín Antonetti       |

## Partidos

### Contra otras naciones
| Fecha                   | Estadio                  | Lugar                  |          | Rival        | Resultado |
| ----------------------- | ------------------------ | ---------------------- | -------- | ------------ | --------- |
| 22 de noviembre de 1994 | Campo Pio XI             | Roma, Italia           | Vaticano | San Marino B | 0-0       |
| 23 de noviembre de 2002 | Estadio Pío XII          | Albano Laziale, Italia | Vaticano | Mónaco       | 0-0       |
| 25 de octubre de 2008   | Campo Pio XI             | Roma , Italia          | Vaticano | China        | 4-3       |
| 7 de mayo de 2011       | Estadio Pío XII          | Albano Laziale, Italia | Vaticano | Mónaco       | 1-2       |
| 12 de junio de 2011     | Estadio Al-Khader        | Al-Khadr, Palestina    | Vaticano | Palestina    | 1-9       |
| 22 de junio de 2013     | Stade des Moneghetti     | Cap-d'Ail, Francia     | Vaticano | Mónaco       | 0-2       |
| 10 de mayo de 2014      | Campo Pio XI             | Roma, Italia           | Vaticano | Mónaco       | 0-2       |
| 29 de abril de 2017     | Campo Pio XI             | Roma, Italia           | Vaticano | Mónaco       | 0-0       |
| 25 de marzo de 2019     | Campo Pío XI             | Roma, Italia           | Vaticano | Recia        | 2-2       |
| 24 de abril de 2022     | ASD Polisport Capoliveri | Capoliveri             | Vaticano | Isla de Elba | 2-4       |

### Contra clubes
| Fecha                | Estadio               | Lugar                     |          | Rival             | Resultado |
| -------------------- | --------------------- | ------------------------- | -------- | ----------------- | --------- |
| 3 de febrero de 2006 | Campo Pio XI          | Roma, Italia              | Vaticano | SV Vollmond       | 5-1       |
| 10 de agosto de 2014 |                       | Mönchengladbach, Alemania | Vaticano | Weisweiler Elf    | 1-8       |
| 20 de junio de 2015  | Campo Pio XI          | Roma, Italia              | Vaticano | FC Azzurri Schaan | 2-2       |
| 16 de junio de 2018  | Sportplatz Rheinwiese | Schaan, Liechtenstein     | Vaticano | FC Azzurri Schaan | 1-8       |

### Otros enfrentamientos
| Fecha                  | Estadio                 | Lugar                |          | Rival                          | Resultado |
| ---------------------- | ----------------------- | -------------------- | -------- | ------------------------------ | --------- |
| 17 de junio de 2015    | Campo Pio XI            | Roma, Italia         | Vaticano | Lutherstadt Wittenberg         | 1-0       |
| 7 de noviembre de 2016 | Stadio Pietro Fortunati | Pavía, Italia        | Vaticano | Fondazione Ospedale San Matteo | 1-2       |
| 17 de junio de 2017    | Arthur-Lambert-Stadion  | Wittenberg, Alemania | Vaticano | Lutherstadt Wittenberg         | 0-2       |
| 15 de julio de 2021    | Centro Sportivo Ciriaci | Roma, Italia         | Vaticano | Rappresentativa OPBG           | 2-1       |

## Entrenadores
- Saverio Di Pofi
- Giovanni Trapattoni
- Gianfranco Guadagnoli

## Uniformes anteriores
| 1990s Home |  | 1998 Local |  | 1998 Visita |  | 2000s Local |  | 2000s-2010s |  | 2008 Local |  | 2011 Local |

| 2016 Local |  | 2016 Visita |  | 2020 Local |  | Especial Papa Fratelli Tutti |  | 50 años aniversario |

Fuentes: